# Bitan Aharon
Bitan Aharon (hebr.: ביתן אהרן) – moszaw położony w samorządzie regionu Emek Chefer, w Dystrykcie Centralnym, w Izraelu.
Leży na równinie Szaron w odległości 7 km na północ od miasta Netanja, w otoczeniu wioski Bat Chen oraz moszawów Chawaccelet ha-Szaron i Bet Cherut.

## Historia
Moszaw został założony w 1936. Nazwany na cześć Arona Freemana, aktywisty syjonistycznego z Kanady.

## Gospodarka
Gospodarka moszawu opiera się na intensywnym rolnictwie, sadownictwie i turystyce.

## Komunikacja
Przy moszawie przebiega droga nr 5710 , którą jadąc w kierunku zachodnim dojeżdża się do wioski Bat Chen i węzła drogowego z autostradą nr 2  (Tel Awiw-Hajfa), natomiast jadąc w kierunku północnym dojeżdża się do moszawu Bet Cherut.